# Межевич, Валентин Ефимович
Валентин Ефимович Межевич (род. 1947) — российский государственный деятель, член Совета Федерации Федерального Собрания РФ от законодательной власти Иркутской области (2001—2013). Член Правления ОАО «Россети».

## Биография
Родился 17 августа 1947 года в Тулуне Иркутской области. Закончил Иркутский политехнический институт по специальности «Инженер тепловых электрических станций». С 1970 по 1978 год работал в Усолье-Сибирском на ТЭЦ-11 — машинистом блока, старшим машинистом, начальником смены, заместителем начальника, начальником котельного цеха. С 1978 года — на Усть-Илимской ТЭЦ, где прошел ступени начальника цеха, заместителя главного инженера, главного инженера, директора.
С 1991 года — заместитель генерального директора объединения «Иркутскэнерго» по экономике. Тогда же защитил диссертацию на степень кандидата технических наук.
С августа 1997 года — первый заместитель губернатора Иркутской области.
С 15 марта 2001 года — член Совета Федерации от Законодательного собрания Иркутской области. В 2004 и 2008 году полномочия были подтверждены.
В июле 2001 года баллотировался на пост губернатора Иркутской области, занял третье место (12 % голосов).
В 2005 году рассматривался как основной кандидат на пост губернатора Иркутской области, когда было ясно, что прежнего губернатора Говорина переназначать не будут. Однако вопреки всем ожиданиям губернатором был назнажен глава ВСЖД Александр Тишанин.
В 2008 году после гибели Игоря Есиповского также говорили о его возможном назначении на пост губернатора. Однако губернатором стал другой сенатор от Иркутской области — Дмитрий Мезенцев.
Женат, имеет двух дочерей.